# Контрада Сан Ђовани (Таранто)
Контрада Сан Ђовани (итал. Contrada San Giovanni) је насеље у Италији у округу Таранто, региону Апулија.
Према процени из 2011. у насељу је живело 154 становника. Насеље се налази на надморској висини од 24 м.